# Leptarthrus armillatus
Leptarthrus armillatus är en tvåvingeart som först beskrevs av Fallen 1814.  Leptarthrus armillatus ingår i släktet Leptarthrus och familjen rovflugor.
Artens utbredningsområde är Sverige. Inga underarter finns listade i Catalogue of Life.